# Pavel Janoušek (politik)
Pavel Janoušek (* 24. ledna 1979 Žďár nad Sázavou) je český politik, od roku 2016 zastupitel Kraje Vysočina, od roku 2010 starosta obce Oslavice v okrese Žďár nad Sázavou, člen KDU-ČSL.

## Život
Pochází z lidovecké rodiny.[zdroj?]
Vystudoval Fakultu elektrotechniky a komunikačních technologií na Vysokém učení technickém v Brně. Posléze pracoval jako projektant a konstruktér v oblasti elektronických zařízení.[zdroj?]
Mezi jeho koníčky patří cyklistika, fotbal, rodině či ministrování. Od roku 2022 studuje dálkově studium teologie na Cyrilometodějské fakultě Univerzity Palackého v Olomouci, aby mohl podstoupit svěcení akolyty.[zdroj?]
Ve své obci Oslavice působí také jako velitel sboru dobrovolných hasičů.
Má syna a dceru.

## Politická kariéra
V komunálních volbách v roce 2006 úspěšně kandidoval do zastupitelstva obce Oslavice.
V komunálních volbách v roce 2010 pozici zastupitele obhájil. A následně byl zvolen starostou obce.
V krajských volbách v roce 2016 byl zvolen zastupitelem Kraje Vysočina. Je také předsedou místního Krajského výboru KDU-ČSL.
V krajských volbách v roce 2024 byl lídrem kandidátky KDU-ČSL a tím pádem také kandidátem na hejtmana Kraje Vysočina. Mandát krajského zastupitele se mu podařilo získat.
Je místopředsedou Mikroregionu Velkomeziříčsko-Bítešsko.